# Mirbelia pungens
Mirbelia pungens är en ärtväxtart som beskrevs av George Don. Mirbelia pungens ingår i släktet Mirbelia och familjen ärtväxter. Inga underarter finns listade i Catalogue of Life.